# 콘셉트 음반
콘셉트 음반(Concept album)은 악기, 이야기, 가사 등이 하나의 통일된 주제를 가진 음반이다. 우디 거스리의 《Dust Bowl Ballads》 (1940년) 가 최초의 콘셉트 음반으로 알려져 있다.

## 콘셉트 음반 목록
다음은 콘셉트 음반 일부의 목록이다.
- 라디오헤드 《OK Computer》
- 그린데이 《American Idiot》
- 핑크 플로이드 《Animals》
- 핑크 플로이드 《The Dark Side of the Moon》
- 핑크 플로이드 《The Final Cut》
- 핑크 플로이드 《The Wall》
- 핑크 플로이드 《Wish You Were Here》
- 마이 케미컬 로맨스 《The Black Parade》
- 마빈 게이 《What's Going On》

## 같이 보기
- 표제 음악